# 克莱蒙 (上萨瓦省)
克莱蒙（法語：Clermont，法語發音：[klɛʁmɔ̃] ⓘ）是法国上萨瓦省的一个市镇，位于该省西部，属于圣于连昂热讷瓦区。

## 地理
克莱蒙（45°58'19"N, 5°54'29"E）面积6.98 平方千米，位于法国奥弗涅-罗讷-阿尔卑斯大区上萨瓦省，该省份为法国东部省份，历史上为薩伏依的一部分，北与瑞士接壤，西接安省，南至萨瓦省，东与瑞士和意大利接壤。
与克莱蒙接壤的市镇（或旧市镇、城区）包括：希伊、克朗皮尼-博讷盖特、德桑日、德鲁瓦西、芒托内苏克莱蒙。
克莱蒙的时区为UTC+01:00、UTC+02:00（夏令时）。

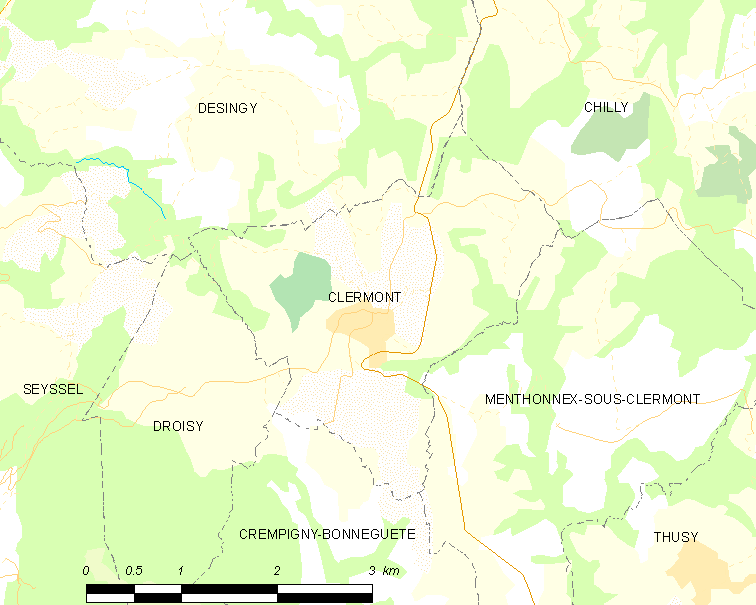
克莱蒙的OSM定位图

## 行政
克莱蒙的邮政编码为74270，INSEE市镇编码为74078。

## 政治
克莱蒙所属的省级选区为圣于连昂热讷瓦县。

## 交通
上萨瓦省省道D17线、D31线、D57线和D910线在境内交汇。有省内客运巴士可前往阿讷西。

## 人口

1962-2008年间克莱蒙人口变化图示

克莱蒙于2022年1月1日时的人口数量为449人。